# Bugadière
 (juillet 2025).
Si vous disposez d'ouvrages ou d'articles de référence ou si vous connaissez des sites web de qualité traitant du thème abordé ici, merci de compléter l'article en donnant les références utiles à sa vérifiabilité et en les liant à la section « Notes et références ».
 (juillet 2025).
Motif : Sources de qualité indisponibles à cette heure ; de nombreux sites commerciaux par une recherche web
- Archive Wikiwix
- Bing
- Cairn
- DuckDuckGo
- E. Universalis
- Gallica
- Google
- G. Books
- G. News
- G. Scholar
- Persée
- Qwant
- (zh) Baidu
- (ru) Yandex
- (wd) trouver des œuvres sur Wikidata

| 1. | Préciser le motif de la pose du bandeau. | Précisez le motif de la pose du bandeau en utilisant la syntaxe suivante : {{admissibilité à vérifier\|date=juillet 2025\|motif=remplacez ce texte par le motif}}              |
| 2. | Informer les utilisateurs concernés.     | Pensez à avertir le créateur de l'article, par exemple, en insérant le code ci-dessous sur sa page de discussion : {{subst:avertissement admissibilité à vérifier\|Bugadière}} |

Une bugadière est une structure maçonnée qui ressemble à un placard, réalisée en pierre ou en torchis et destinée à accueillir le linge sale et la cendre du foyer par-dessus.
Lorsque la bugadière était suffisamment garnie, on prenait le mélange de linge et de cendres pour les mettre dans la lessiveuse avec de l'eau. Sans même la nécessité de le battre, il suffisait alors de faire bouillir le tout pour obtenir un linge d'une très grande propreté, nettoyé en profondeur par le soluté des matières minérales de la cendre. Après rinçage, le linge était exposé aux rayons du soleil de Provence qui, au-delà du séchage, agissait encore pour accroitre la blancheur de la toile.
Le mot vient de l'occitan bugadièra / bugadiera (en graphie mistralienne bugadiero) et signifie en premier lieu « lavandière », dérivé de bugada / bugado (« lessive »).[source insuffisante]